# کاروو (برلین)
کاروو (به آلمانی: Berlin-Karow) یک منطقهٔ مسکونی در آلمان است که در Pankow واقع شده‌است. کاروو ۱۸٬۲۵۸ نفر جمعیت دارد.